# Máximo Ceratto
Máximo Ceratto (Santa Fe, Argentina; 31 de mayo de 2001) es un exfutbolista argentino. Jugaba como mediocampista central y su único equipo fue Unión de Santa Fe.

## Trayectoria
Máximo Ceratto se inició futbolísticamente en el ya desaparecido Santa Fe FC de la liga local hasta que en 2015 se sumó a las divisiones inferiores de Unión.
En 2019 pasó a formar parte del equipo de Reserva y al año siguiente el técnico Leonardo Madelón decide llevarlo a la pretemporada con el plantel profesional. Sin embargo, debió esperar hasta 2021 para hacer su debut: el 26 de septiembre, en la victoria 2-0 ante Patronato de Paraná, sumó sus primeros minutos con la camiseta tatengue al ingresar a los 39 del ST en reemplazo de Mauro Pittón.
Tras no firmar su primer contrato por decisión del club, el jugador quedó en libertad de acción y decidió retirarse del fútbol.

## Clubes
| Club              | País      | Año       |
| ----------------- | --------- | --------- |
| Unión de Santa Fe | Argentina | 2020-2022 |

### Estadísticas
- Actualizado al 26 de septiembre de 2021

| Club                | Div.                | Temporada           | Liga | Liga | Copa Nacional | Copa Nacional | Copa Internacional | Copa Internacional | Total | Total |
| Club                | Div.                | Temporada           | PJ   | G    | PJ            | G             | PJ                 | G                  | PJ    | G     |
| ------------------- | ------------------- | ------------------- | ---- | ---- | ------------- | ------------- | ------------------ | ------------------ | ----- | ----- |
| Unión Argentina     |                     |                     |      |      |               |               |                    |                    |       |       |
| 1.ª                 | 2021                | 1                   | 0    | -    | -             | -             | -                  | 1                  | 0     |       |
| 1.ª                 | 2022                | 0                   | 0    | 0    | 0             | 0             | 0                  | 0                  | 0     |       |
| Total               | Total               | 1                   | 0    | 0    | 0             | 0             | 0                  | 1                  | 0     |       |
| Total en su carrera | Total en su carrera | Total en su carrera | 1    | 0    | 0             | 0             | 0                  | 0                  | 1     | 0     |